# Psychotische stoornis door middelengebruik
Een psychotische stoornis door middelengebruik is een psychische aandoening waarbij wanen en hallucinaties ontstaan die zijn terug te voeren op het gebruik van alcohol, geneesmiddelen of drugs. De symptomen kunnen zich ontwikkelen tijdens of (hooguit een maand) na een intoxicatie of het ontstaan van ontwenningsverschijnselen, maar kunnen ook optreden als bijwerking van een geneesmiddel.
Als de patiënt inziet dat zijn hallucinaties door middelengebruik zijn veroorzaakt, worden deze niet bij de diagnose meegerekend. Verder moet worden uitgesloten dat een andere psychische stoornis verantwoordelijk is voor de symptomen en dat er geen sprake is van een delier. Ook moeten de symptomen sterker zijn dan die bij intoxicatie of ontwenning worden gezien.
Enige middelen die psychotische verschijnselen kunnen veroorzaken zijn: alcohol, cocaïne, paddo's, ghb, LSD, amfetamine of amfetamineachtige stoffen (onder andere ritalin en concerta), cannabis, inhaleermiddelen, opioïden, bepaalde anxiolytica en lachgas. Nota bene: deze opsomming is niet volledig, er zijn andere middelen die de symptomen kunnen veroorzaken.

## Classificatie
- DSM-IV: 291.xx - alcohol, 292.xx - andere middelen (xx is een aanvullende codering voor wanen of hallucinaties)
- ICD-10: F1x.5 (x is de code voor het betreffende middel)